# استارایا رایچیخا
استارایا رایچیخا (به لاتین: Staraya Raychikha) یک منطقهٔ مسکونی در روسیه است که در استان آمور واقع شده‌است.